# The Inner Sanctum
The Inner Sanctum je sedmnácté studiové album britské heavymetalové skupiny Saxon. Jeho nahrávání probíhalo v roce 2006 ve studiu Gems 24 Studio v Bostonu v Lincolnshire. Jeho producentem byl Charlie Bauerfeind a vyšlo v březnu 2007 u vydavatelství SPV/Steamhammer.

## Seznam skladeb
| Pořadí         | Název                            | Délka |
| -------------- | -------------------------------- | ----- |
| 1.             | State of Grace                   | 5:37  |
| 2.             | Need for Speed                   | 3:08  |
| 3.             | Let Me Feel Your Power           | 3:29  |
| 4.             | Red Star Falling                 | 6:16  |
| 5.             | I've Got to Rock (To Stay Alive) | 4:40  |
| 6.             | If I Was You                     | 3:27  |
| 7.             | Going Nowhere Fast               | 4:15  |
| 8.             | Ashes to Ashes                   | 4:52  |
| 9.             | Empire Rising                    | 0:41  |
| 10.            | Atila the Hun                    | 8:09  |
| Celková délka: | Celková délka:                   | 47:48 |

## Obsazení
- Biff Byford – zpěv
- Paul Quinn – kytara
- Doug Scarratt – kytara
- Nibbs Carter – baskytara
- Nigel Glockler – bicí, klávesy
- Lemmy – zpěv v „I've Got to Rock (to Stay Alive)“
- Angry Anderson – zpěv v „I've Got to Rock (to Stay Alive)“
- Andi Deris – zpěv v „I've Got to Rock (to Stay Alive)“